# Sveučilište VERN'
VERN' je privatno sveučilište u Hrvatskoj sa sjedištem u Zagrebu. Kao visokoobrazovna ustanova djeluje od 2000. godine na temelju dopusnice Ministarstva znanosti i tehnologije te je s obzirom na godinu svoga osnutka prvo privatno poslovno visoko učilište u neovisnoj Hrvatskoj. 
Na VERN'u se izvodi ukupno 10 studijskih programa na preddiplomskoj i 7 na diplomskoj razini.

## Povijest i razvoj

### Povijest
VERN' je utemeljen 1990. godine. Deset godina kasnije, na temelju dopusnice i rješenja Ministarstva znanosti i tehnologije RH, VERN' počinje djelovati, prvo kao visokoobrazovna institucija pod imenom Visoke škole za ekonomiju poduzetništva s pravom javnosti. Prvi, tada jedini, pokrenuti stručni studij bio je Ekonomija poduzetništva, koji i danas predstavlja okosnicu svih prijediplomskih studija i poslovne kulture, na kojoj su utemeljeni VERN'ovi obrazovni programi.
2001. godine VERN' kao prva privatna visokoobrazovna ustanova u državi, započinje s uvođenjem bolonjskih standarda u svoj nastavni proces.
2002. godine se u suradnji sa Sveučilištem Vaasa iz Finske te Institutom ISTUD iz Milana uključuje u projekt Tempus Europske unije, sa zajedničkim projektom razvoja visokog poduzetničkog obrazovanja u regiji.
2003. godine s VERN'a izlazi prva generacija prvostupnika/baccalaureusa sa zvanjem ekonomista poduzetništva.
2005. godine uveden je novi prijediplomski studij Poslovna informatika i tri specijalistička studija na diplomskoj obrazovnoj razini – Poduzetnički menadžment, Upravljanje poslovnim komunikacijama te Računovodstvo i financije. Iste godine VERN' postaje partner United Business Institutesa iz Bruxellesa te uvodi međunarodni studij MBA-a koji se izvodi u Zagrebu i Bruxellesu.
U lipnju 2009. VERN' postaje članicom udruge European Foundation for Management Development, koja okuplja više od 700 poslovnih subjekata iz sektora obrazovanja, poslovanja, javnih službi i konzaltinga iz 80 zemalja svijeta. 

## Studiji
Na prijediplomskoj razini, na Sveučilištu VERN' se izvode: 
3 sveučilišna prijediplomska studija:
- Cyber komunikacije i znanost o mreži
- Internet stvari
- Transmedijska dramaturgija

7 stručnih prijediplomskih studija:
- Ekonomija poduzetništva
- Filmsko, televizijsko i multimedijsko oblikovanje
- Novinarstvo
- Odnosi s javnošću i studij medija
- Poslovna informatika
- Tehnički menadžment
- Turizam  - turistički i hotelski menadžment

### Diplomska razina
Na diplomskoj razini, na Sveučilištu VERN' se izvodi 7 stručnih diplomskih studija:
- IT menadžment
- Filmska i televizijska režija i produkcija
- Menadžment održivog razvoja turizma
- Poduzetnički menadžment
- Računovodstvo i financije
- Upravljanje ljudskim potencijalima
- Upravljanje poslovnim komunikacijama

## Ostala tijela
U siječnju 2011. osnovan je Savjet Veleučilišta VERN' kao krovno strateško savjetodavno tijelo.
Alumni klub utemeljen je u lipnju 2006. godine.

## Vanjske poveznice
- vern.hr
- zsm.hr  Arhivirana inačica izvorne stranice od 12. ožujka 2016. (Wayback Machine)